# Saint-Louis-de-Kent
Saint-Louis-de-Kent är en ort i Kanada.   Den ligger i provinsen New Brunswick, i den östra delen av landet, 800 km öster om huvudstaden Ottawa. Antalet invånare är 930.